# Menhir de Haute-Crane
Le menhir de Haute-Crane est un menhir situé à Dissay-sous-Courcillon, en France.

## Localisation
Le menhir est situé dans le département français de la Sarthe (département), sur la commune de Dissay-sous-Courcillon.

## Historique
L'édifice est inscrit au titre des monuments historiques depuis le 13 février 1984.